# Joseph Abou Mrad
Joseph Abou Mrad (ur. 18 kwietnia 1933) – libański piłkarz, grający na pozycji napastnika, trener piłkarski.

## Kariera piłkarska

### Kariera klubowa
Występował w klubie Racing z Bejrutu. W sezonie 1962/63 z 18 golami zdobył tytuł króla strzelców ligi libańskiej. 

### Kariera reprezentacyjna
Bronił barw narodowej reprezentacji Libanu.

## Kariera trenerska
Po zakończeniu kariery piłkarskiej rozpoczął karierę szkoleniową. W latach 1971–1973 i 1976-1978 prowadził narodową reprezentację Libanu.